# Jeremy Mockridge
Jeremy Mockridge (* 4. September 1993 in Bonn) ist ein italienisch-kanadischer Schauspieler, der in Deutschland lebt und arbeitet. Er wurde ab 2006 als Fred in den Kinderfilmen Die Wilden Hühner bekannt. Von 2007 bis 2010 stand er für die Serie Lindenstraße als Nico Zenker vor der Kamera.

## Leben und Familie
Mockridge wurde 1993 in Bonn als zweitjüngster von sechs Söhnen des kanadischen Schauspielers Bill Mockridge und der italienischen Kabarettistin Margie Kinsky geboren. Seine Geschwister sind:
- Nicholas „Nick“ (* 1984): Film- und Fernsehregisseur
- Matthew „Matt“ (* 1986): Unternehmer und Coach, ehemals bei der Boygroup Part Six
- Lucas „Luke“ (* 1989): Comedian
- Leonardo „Lenny“ (* 1991): Musiker
- Liam (* 1997): Schauspieler

Erste Fernsehauftritte hatte Mockridge in der Dirk Bach Show (2000) und der Sendung mit der Maus, ehe er 2003 seine erste Hauptrolle im Fernsehfilm Die Liebe hat das letzte Wort der Filmregisseurin Ariane Zeller erhielt. Bekannt wurde er ab 2006 als Fred in den Kinderfilmen Die Wilden Hühner und deren Fortsetzungen unter der Regie von Vivian Naefe. Von 2007 bis 2010 stand er für die Serie Lindenstraße, in der bis 2015 auch sein Vater mitspielte, als Nico Zenker vor der Kamera. 2010 spielte er in der KRIMI.DE-Stuttgart-Folge Netzangriff gemeinsam mit seinem jüngeren Bruder Liam ein Geschwisterpaar.
Von 2013 bis 2017 studierte Mockridge Schauspiel an der Hochschule für Schauspielkunst Ernst Busch. Direkt nach Abschluss des Studiums wurde er festes Ensemblemitglied beim Deutschen Theater in Berlin. Daneben tritt er auch weiterhin in Fernseh- und Kinoproduktionen auf.

## Filmografie
Filme:
- 2003: Die Liebe hat das letzte Wort (Fernsehfilm)
- 2006: Die Wilden Hühner[5]
- 2007: Die Wilden Hühner und die Liebe[5]
- 2008: Die Wilden Hühner und das Leben[5]
- 2011: Hannah Arendt[5]
- 2015: Männertag[5]
- 2019: Cleo[5]
- 2013: Die goldene Gans (Fernsehfilm)
- 2022: L'état et moi[6]
- 2024: Sonnenplätze[7]

Serien:
- 2005: Nikola – Staffel 9, Folge 9, Nikola taucht unter
- 2007–2010: Lindenstraße (als Nicolai „Nico“ Zenker)
- 2010: SOKO Köln – Mord zartbitter
- 2010: Krimi.de – Netzangriff
- 2012: SOKO Wismar – Die Stimme
- 2012: Hannah Arendt
- 2012: Kommissar Stolberg – Klassenkampf
- 2013: Die Chefin – Familienbande
- 2013: Hotel 13 – Special: Rock 'n Roll High School
- 2014: Crossing Lines – Everybody Will Know
- 2015: Tief durchatmen, die Familie kommt
- 2016: Rosamunde Pilcher – Schutzengel
- 2016: Die Mockridges – Eine Knallerfamilie (Fernsehserie, mehrere Folgen)
- 2016: Mama geht nicht mehr
- 2017: Chaos-Queens: Die Braut sagt leider nein
- 2017: Ein Dorf rockt ab
- 2019: Ohne Schnitzel geht es nicht: Schnitzel à la Familia
- 2020: Das Damengambit (eine Folge)[8]
- 2020–2021: Frau Jordan stellt gleich (Staffel 2–3)[5]
- 2021: Munich: The Edge of War
- 2022: SOKO Potsdam – Folge Raumwunder

## Theater
- 2017: Arthur Miller: Tod eines Handlungsreisenden (Biff Loman) – Regie: Bastian Kraft (Deutsches Theater Berlin)[9]
- 2019: René Pollesch: Black Maria – Regie: René Pollesch (Deutsches Theater Berlin)[10]
- 2019: Molière: Der Menschenfeind (Acaste) – Regie: Anne Lenk (Deutsches Theater Berlin)[11]
- 2019: René Pollesch: (Life on earth can be sweet) Donna – Regie: René Pollesch (Deutsches Theater Berlin)[12]
- 2020: Kirill Serebrennikov: Decamerone (Декамерон) – Regie: Kirill Serebrennikov (Deutsches Theater Berlin)[13]
- 2020: René Pollesch: Melissa kriegt alles – Regie: René Pollesch (Deutsches Theater Berlin)[14]
- 2020: Friedrich Schiller: Maria Stuart (Mortimer) – Regie: Anne Lenk (Deutsches Theater Berlin)[15]
- 2021: René Pollesch: Goodyear – Regie: René Pollesch (Deutsches Theater Berlin)[16]
- 2021: Heinrich von Kleist: Der zerbrochne Krug (Schreiber) – Regie: Anne Lenk (Deutsches Theater Berlin)[17]
- 2022: William Shakespeare: Der Sturm (Ferdinand, Stephano) – Regie: Jan Bosse  (Deutsches Theater Berlin)[18]
- 2023: Rainald Goetz: Baracke – Regie: Claudia Bossard  (Deutsches Theater Berlin)[19]
- 2023: Tennessee Williams: Die Katze auf dem heißen Blechdach (Brick) – Regie: Anne Lenk (Deutsches Theater Berlin)[20]